# 桜三里

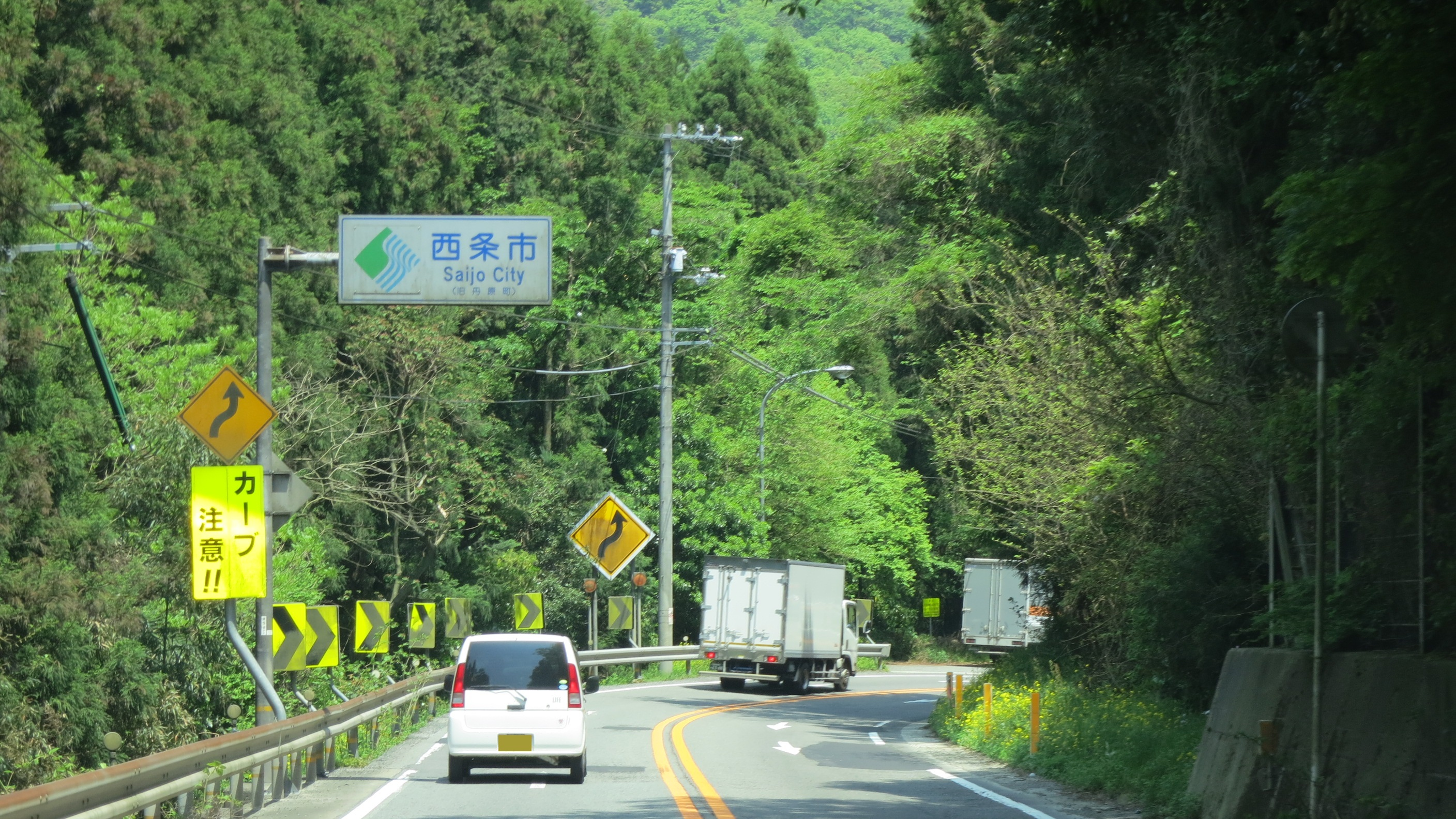
｢桜三里｣中に存在する東温(川内)と西条(丹原)の市境。

桜三里（さくらさんり）は、愛媛県東温市（旧温泉郡川内町）から西条市（旧周桑郡丹原町）に至る金毘羅街道（讃岐街道）の峠道の通称である。
名前の由来は、およそ700年以上前に源氏に追われた平家の残党、樫原源太季秋が辿りついた後、隠れ住み、平家の再興を願って毎年のように桜を植えていった説と、江戸時代、当時の松山藩士、矢野五郎右衛門源太が、吉野山のような名所にしようと囚人を使い、街道の三里（メートル法に換算すると約12キロ）の間に桜の木を植えさせたという説がある。
その後、千原鉱山の煙害、国道11号の整備や自動車の排気ガスの影響等による立ち枯れにより、桜の木は年々減少傾向にあったが、地元住人の保存活動により、春先には満開の桜が国道11号沿いを中心に咲くようになった。
1994年に開通した松山自動車道は桜三里の北方を越えており、「新桜三里」という名称で呼ばれている。新桜三里には桜三里パーキングエリアが開設されている。